# Manchuria
Manchuria, también conocida por su nombre oficial de Dongbei Pingyuan (en chino, 东北平原; pinyin, Dōngběi Píngyuán; literalmente, ‘Llanura del Noreste de China’), es una región ubicada al noreste de China y que cuenta con una superficie de 801.600 km². Comprende las provincias chinas de Liaoning, Heilongjiang y Jilin, así como la parte oriental de la región autónoma de Mongolia Interior. Su capital es Shenyang (la antigua Mukdén).
Dependiendo del contexto, Manchuria puede referirse tanto a la región perteneciente por completo dentro de China, o de una región más grande dividida entre China y Rusia. La región que está enteramente dentro de China se conoce como China del Noreste, pero «Manchuria» es un término más ampliamente utilizado fuera de China para designar la región. Parte del antiguo territorio manchú se encuentra actualmente bajo soberanía de Mongolia y la parte nororiental bajo territorio ruso. Esta región es la tierra natal de los pueblos xianbei, kitán y jurchen, quienes construyeron varios estados anteriormente.

## Toponimia
«Manchuria» es una traducción de la palabra japonés Manshū, que data del siglo XIX. El nombre Manju (Manzhou) fue inventado y dado a los yurchen por Hong Taiji en 1635 como un nuevo nombre para su grupo étnico. Sin embargo, el nombre «Manchuria» nunca fue utilizado por los manchúes o la propia dinastía Qing para referirse a su tierra natal.
Según el erudito japonés Junko Miyawaki-Okada, el geógrafo japonés Takahashi Kageyasu fue el primero en utilizar el término ""满洲" (Manshū) como un nombre de lugar en 1809 en el Nippon Henkai Ryakuzu, y fue a partir de ese trabajo que los occidentales adoptaron el nombre. De acuerdo con Mark C. Elliott, la obra de Katsuragawa Hoshu de 1794, Hokusa bunryaku, fue donde "满洲" (Manshū) apareció por primera vez como un nombre de lugar que se encontraba en dos mapas incluidos en el trabajo Ashia zenzu y Chikyū hankyū sōzu que también fueron creados por Katsuragawa.
De acuerdo con Nakami Tatsuo, Philip Franz von Siebold fue el que trajo el uso del término Manchuria por los europeos después de tomarlo prestado de los japoneses, que fueron los primeros en usarla de manera geográfica en el siglo XVIII, aunque ni la lengua manchú ni china tenían un término en su propio idioma equivalente a «Manchuria» como topónimo, pues tiene connotaciones imperialistas. De acuerdo con Bill Sewell, fueron los europeos quienes primero comenzaron a usar el nombre de Manchuria para referirse a esa ubicación y que "no es un verdadero término geográfico".
El historiador Gavan McCormack estuvo de acuerdo con la declaración de Robert H. G. Lee de que "el término Manchuria o Man-chou es una creación moderna utilizada principalmente por los occidentales y los japoneses", y McCormack añade que el término de Manchuria es imperialista en naturaleza y no tiene "sentido preciso", ya los japoneses promovieron deliberadamente el uso de «Manchuria» como un nombre geográfico para promover su separación de China en el momento en que se estaban preparando el estado de Manchukuo.

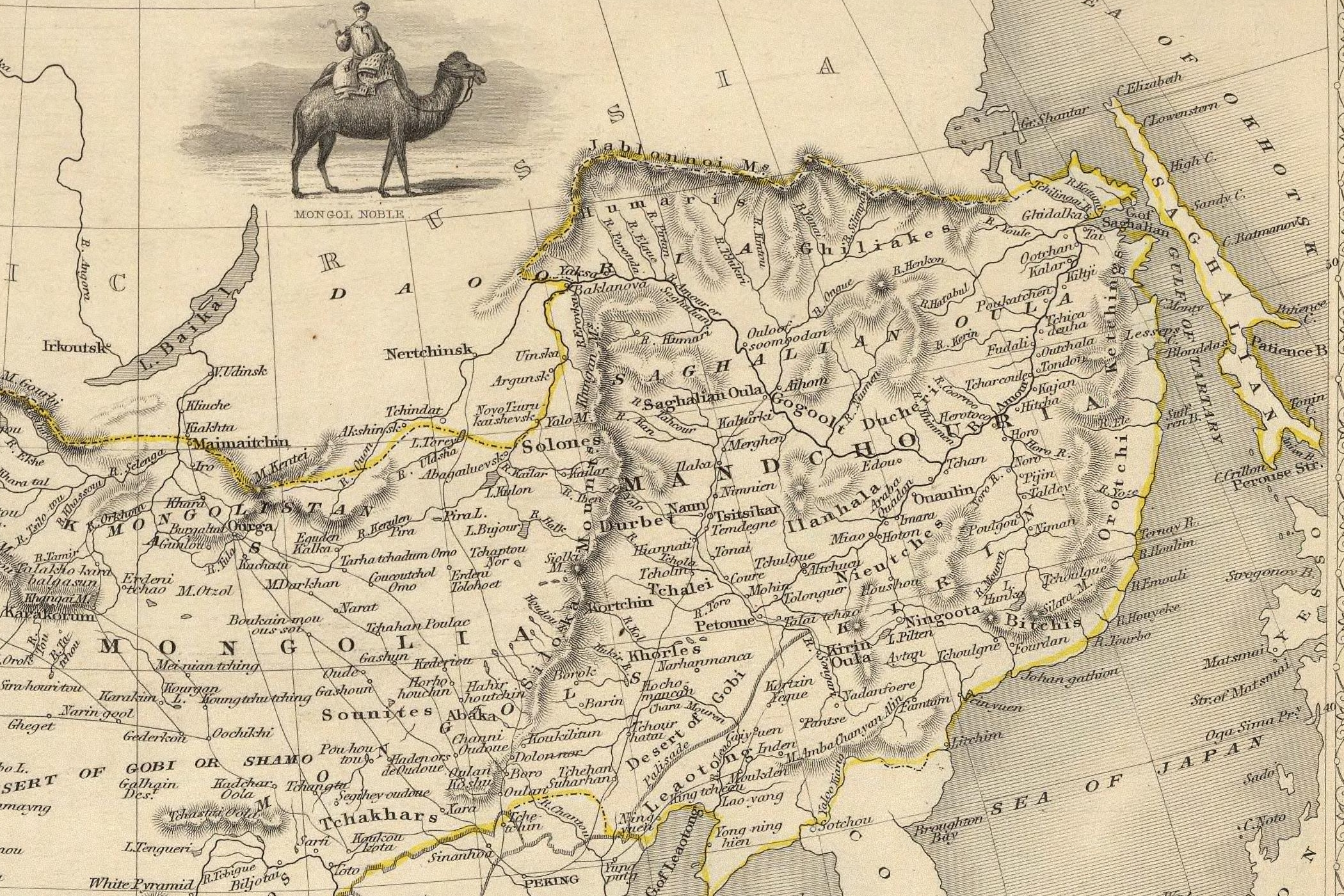
Uno de los primeros mapas europeos en utilizar el topónimo «Manchuria» (Mandchouria) (John Tallis, 1851). Anteriormente era común el uso del término «Tartaria china» en Occidente para referirse a Manchuria y Mongolia.

En la Europa del siglo XVIII, la región más tarde conocida como «Manchuria» se refería comúnmente entonces como la «Tartaria china». Sin embargo, el término «Manchuria» (Mantchourie, en francés) comenzó a aparecer a finales del siglo, aunque misioneros franceses la usaron ya en 1800. Los geógrafos con sede en Francia Conrad Malte-Brun y Edme Mentelle promovieron el uso del término junto con «Mongolia», «Kalmukia», etc., como términos más precisos que Tartaria, en su trabajo de la geografía del mundo publicado en 1804.
Durante la dinastía Qing, la zona de Manchuria era conocida como «las tres provincias orientales» (en chino tradicional, 東三省; en chino simplificado, 东三省; pinyin, Dōngsānshěng) desde 1683, cuando Jilin y Heilongjiang fueron separadas a pesar de que no fue hasta 1907 que se convirtieron en provincias reales. La zona de Manchuria se convirtió entonces en tres provincias por el posterior gobierno de los Qing en 1907. Desde entonces, la frase «tres provincias del Nordeste» fue utilizada oficialmente por el gobierno Qing en China para referirse a esta región, y el cargo de virrey de las tres provincias del Noreste se estableció para hacerse cargo de estas provincias. Después de la revolución de 1911, que dio lugar a la caída de la dinastía Qing, el nombre de la región de los manchúes pasó a conocerse como «el Noreste» en los documentos oficiales de la recién fundada República de China, en lugar de «las tres provincias del Nordeste».
En el chino actual, un habitante del «Noreste», o el noreste de China, es un «nordestino» (en chino simplificado, 东北人; pinyin, Dōngběi rén). El «Noreste» es un término que expresa toda la región, que abarca su historia, cultura, tradiciones, dialectos, gastronomía, etc., así como las «tres provincias del este» o «tres provincias del noreste». En China, el término «Manchuria» (en chino tradicional, 滿洲; en chino simplificado, 满洲; pinyin, Mǎnzhōu) rara vez se utiliza hoy en día, y el término se asocia a menudo negativamente con el legado imperial japonés en el estado títere de Manchukuo (en chino tradicional, 滿洲國; en chino simplificado, 满洲国; pinyin, Mǎnzhōuguó).
Manchuria ha sido, históricamente, también referida como Guandong (en chino tradicional, 關東; en chino simplificado, 关东; pinyin, Guāndōng), que literalmente significa «este del paso», en referencia al paso Shanhai en Qinhuangdao en la provincia de Hebei actual, en el final oriental de la Gran Muralla China. Este uso se ve en la expresión Chuǎng Guāndōng (literalmente «corriendo a Guangdong»), que se refiere a la migración masiva de chinos han a Manchuria en los siglos XIX y XX. También se utilizó un nombre alternativo, Guangwai (關外; 关外; Guānwài; «por fuera del paso»), para denominar la región. El nombre de Guandong más tarde llegó a ser usado para el área más estrecha del Kuantung en la península de Liaodong. No se debe confundir con la provincia sureña de Guangdong.

## Geografía
Manchuria se extiende principalmente en la parte septentrional del cratón de China del Norte en forma de embudo, una amplia zona de rocas precámbricas molidas y superpuestos que abarcan 100 millones de hectáreas. Es una región  montañosa, cruzada por los valles de los ríos Sungari y Liao, los cuales son alimentados por los ríos de los mismos nombres respectivos. Su subsuelo es rico en hierro, zinc, carbón, plomo, cobre, plata y oro.
El cratón de China del Norte era un continente independiente antes del período Triásico y es conocido por haber sido la pieza más al norte de la tierra en el mundo durante el Carbonífero. Las montañas Khingan en el oeste son una cordillera Jurásica formadas por la colisión del Cratón de China del Norte con el Cratón de Siberia, que marcó la etapa final de la formación del supercontinente Pangea.
Ninguna parte de Manchuria fue glaciada durante el Cuaternario, pero la geología de la superficie de la mayoría de las piezas de menor altitud y más fértiles de Manchuria consiste en muy profundas capas de loess, que han sido formados por el movimiento de polvo y partículas de till formadas en partes glaciares del Himalaya, Kunlun Shan y Tien Shan, así como de los desiertos de desierto de Gobi y Taklamakán. Los suelos son en su mayoría molisol y fluvents fértiles excepto en las partes más montañosas donde están poco desarrollados orthents, así como en el extremo norte, donde se produce el permafrost y domina el gelisol.

### Clima
El clima de Manchuria tiene contrastes estacionales extremos, que van desde el calor húmedo, casi tropical en el verano hasta los rigurosísimos inviernos caracterizados por el viento frío y seco del Ártico. Este patrón se debe a que la posición de Manchuria en el límite entre la gran masa continental euroasiática y el enorme Océano Pacífico provoca un completo viento monzónico inverso.
En verano, cuando la tierra se calienta más rápido que el océano, la baja presión forma sobre Asia cálidos y húmedos vientos del este al sur que traen pesadas lluvia de tormenta, produciendo precipitaciones anuales que van desde 400 mm, o menos, en el oeste, a más de 1 150 mm en las montañas Changbai. Las temperaturas en verano son muy calurosas y en julio las temperaturas promedio máximas varían de 31° C en el sur hasta 24° C en el extremo norte. Excepto en el extremo norte, cerca del río Amur, la alta humedad provoca malestar importante en esta época del año.
En cambio, los inviernos, el inmenso anticiclón de Siberia provoca vientos muy fríos, de norte a noroeste que traen temperaturas de hasta -5° C en el extremo sur y -30° C en el norte, donde la zona de permafrost discontinuo alcanza el norte de Heilongjiang. Sin embargo, debido a los vientos procedentes de Siberia el clima es extremadamente seco, la nieve cae solo en unos pocos días cada invierno y nunca es pesada. Esto explica por qué correspondientes latitudes de América del Norte fueron totalmente glaciadas durante los períodos glaciares del Cuaternario mientras Manchuria, aunque incluso más frío, siempre se mantuvo demasiado seca para formar glaciares, estado mejorado por los vientos fuertes del oeste de la superficie de la capa de hielo en Europa.

## Alcance de Manchuria
Manchuria se puede referir a cualquiera de varias regiones de varios tamaños. Estos son, de menor a mayor :
- China del Noreste (Manchuria): Provincias de Heilongjiang, Jilin y Liaoning.
- Manchuria Interior: Ocupa parte de la actual Mongolia Interior (Hulun Buir, Hinggan, Tongliao y divisiones de Ulanhad);
- La Manchuria Exterior (Manchuria rusa): Zona de los ríos Amur y Ussuri, la zona de Montes Stanovói y el Mar del Japón. En términos administrativos ruso, ocupa el Krai de Primorie, sur del Krai de Jabárovsk, el Óblast Autónomo Hebreo y Óblast de Amur. Esos territorios formaban parte del dominio de la Dinastía Qing, de acuerdo con el Tratado de Nérchinsk del año 1689, pero fueron cedidas al Imperio ruso por el Tratado de Aigún (1858).

## Historia
Manchuria fue la patria ancestral y el lugar de origen de distintos grupos étnicos entre los que destacan coreanos, manchúes, mongoles, turcos, japoneses y pueblos tunguses. Varios grupos étnicos y sus respectivos reinos, como los sushen, los donghu, los xianbei, los wuhuan, los mohe, los kitanos y los yurchen, han llegado al poder en Manchuria. Los reinos coreánicos como el deGojoseon (antes del 108 a. C.), el de Buyeo (entre el siglo II d. C. a. C. y el 494 d. C.) y el de Goguryeo (entre el 37 a. C. y el 688 d. C.) también se establecieron en grandes zonas de este territorio. Las dinastías chinas Qin (221-206 a. C.), Han (entre el 202 a. C. y el 9 d. C. y entre el 25 d. C. y el 220 d. C.), Cao Wei (220-266), Jin occidental (266-316) y Tang (618-690 y 705-907) controlaron partes de Manchuria. Algunas zonas del noroeste de Manchuria quedaron bajo el control del Primer Kanato Turco entre el 552 y el 603 y del Kanato Turco Oriental entre el 581 y el 630. La Manchuria primitiva tenía una economía mixta basada en la caza, la pesca, el ganado y la agricultura.
Posteriormente, los tunguses crearon el reino de Pohai, que fue destruido por la etnia mongola kitán. Bajo la dinastía Song (960-1269), el pueblo kitán de Mongolia Interior creó la dinastía Liao (916-1125) y conquistó la Mongolia Exterior y Manchuria, pasando a controlar también la parte adyacente de las Dieciséis Prefecturas en la China septentrional. La dinastía Liao se convirtió en el primer estado en controlar toda Manchuria. Otras tribus, como los jurchen, vasallos de los tunguses, fundaron su reino Chin en 1115 y se aliaron con los chinos de la dinastía Song, que aplastaron a los kitán en 1127, para posteriormente atacar a los chinos que les habían ayudado.
Los mongoles, gobernados por Ogodéi (hijo de Gengis Kan), acabaron con los reinos de Manchuria en 1234, iniciando el camino a la dominación de China, pero en 1368 la dinastía china de los Ming restableció el dominio en la región. Sin embargo, los jurchen empezaron a fortalecerse mientras los Ming se debilitaban. Desde entonces, dichas tribus se conocerían como manchúes. A finales del siglo XVI empezaron las hostilidades contra los chinos, que finalmente concluyeron con la caída de los Ming, a partir del suicidio de su último emperador.
En 1644, los manchúes fundaron la dinastía Qing, que reinó hasta 1911 e intentó detener la emigración china a Manchuria hasta finales del siglo XVIII, emigración debida en parte a los recursos existentes en la región.
Su frontera con Rusia fue modificada varias veces en 1689, 1858 y 1860, siendo en esta última fecha cuando se fijó entre los ríos Amur y Ussuri. Para el siglo XIX, la población china superaba a la nativa manchú.

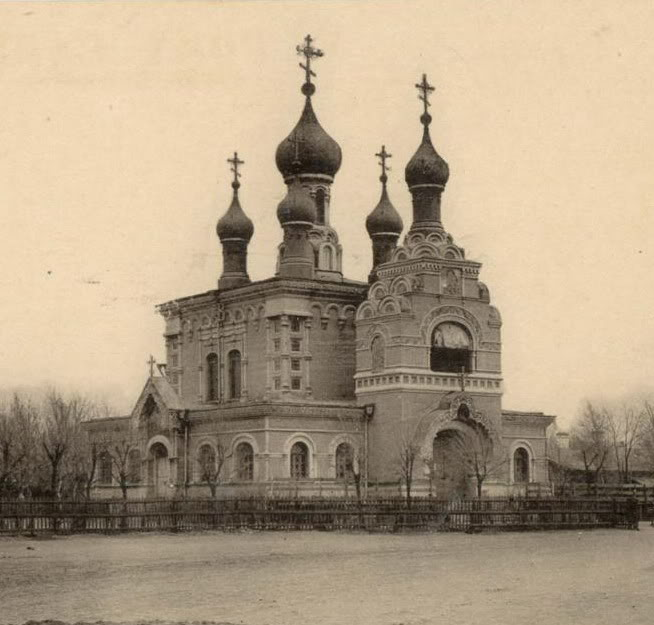
Iglesia ortodoxa rusa en Harbin, hacia el año 1900.

Desde 1894, fue una región disputada tanto por el Imperio Ruso como por el Imperio del Japón, situación que provocó la guerra ruso-japonesa de 1904, ganada por Japón. La región fue ocupada por Japón en 1931, siendo renombrada como Manchukuo, y proclamada como nuevo estado independiente —aunque en realidad funcionaba como un protectorado japonés—. El último emperador chino Puyi, para dar cierta legitimidad al nuevo país ante el mundo entero, fue investido como Emperador de Manchukuo bajo el nombre de Kang De. Más tarde, la Unión Soviética, en la batalla del Lago Jasán, el 11 de agosto de 1938, logró vencer al Ejército Imperial Japonés, consiguiendo recuperar la zona oriental de Manchuria. En 1939, hubo un enfrentamiento decisivo en la guerra fronteriza no declarada, entre el Imperio de Japón y la Unión Soviética, conocido como la batalla de Jaljin Gol, en el que el mariscal Gueorgui Zhúkov, al mando de tropas soviéticas y mongolas, logró derrotar al ejército japonés, resguardando las fronteras soviéticas y mongolas ante las agresiones japonesas. El 8 de agosto de 1945, se desarrolló la batalla de Manchuria o la llamada «Operación Tormenta de Agosto», por los soviéticos, en la que el mariscal soviético Aleksandr Vasilevski, al mando de tropas soviéticas y mongolas, logró el triunfo sobre las fuerzas japonesas. 
Consolidó con ello la recuperación de la soberanía soviética sobre la Isla Sajalín, las Islas Kuriles, terminó las reclamaciones japonesas de la ciudad rusa de Vladivostok y obtuvo la garantía de la soberanía mongola sobre su territorio. Entre 1945 y 1946, el territorio estuvo bajo ocupación militar soviética. Después de la guerra, en 1948, la antigua región de Manchuria china pasó a formar parte integrante de la República Popular China y en 1959, la región fue dividida entre la Mongolia Interior y las provincias de Liaoning, Heilongjiang y Jilin.